# Воратаркаяха
Воратаркаяха (устар. Вора-Яха-Тарка) — река в России, протекает по Ямало-Ненецкому АО. Устье реки находится в 2 км от устья по левому берегу реки Вораяха. Длина реки составляет 13 км.

## Данные водного реестра
По данным государственного водного реестра России относится к Нижнеобскому бассейновому округу, водохозяйственный участок реки — Пур. Речной бассейн реки — Пур.
Код объекта в государственном водном реестре — 15040000112115300055769.